# Nagatachō (metropolitana di Tokyo)
La stazione di Nagatachō (永田町駅?, Nagatachō-eki) è una stazione della metropolitana di Tokyo che si trova a Chiyoda. La stazione è servita da tre linee della Tokyo Metro ed è collegata alla stazione di Akasaka-mitsuke da un corridoio sotterraneo. La stazione serve diversi edifici governativi nei dintorni.